# Megalechis thoracata
Megalechis thoracata es una especie de pez de la familia Callichthyidae en el orden de los Siluriformes.

## Morfología
• Los machos pueden llegar alcanzar los 12,4 cm de longitud total.

## Hábitat
Es un pez de agua dulce y de clima tropical.

## Distribución geográfica
Se encuentran en Sudamérica:  cuencas de los ríos  Amazonas, Orinoco y  Paraguay, y ríos costeros de las Guayanas y el norte del Brasil.